# Сулятицкий, Василий Митрофанович
Василий Митрофанович Сулятицкий (1885—1907) — деятель партии социалистов-революционеров, член её «Боевой организации», участник ряда террористических актов, повешен по приговору военно-полевого суда в Петропавловской крепости.

## Биография
Василий Сулятицкий родился в 1885 году в семье священника. Окончил курс духовной семинарии в Полтаве. Поступил на службу вольноопределяющимся в 6-ю роту 57-го пехотного Литовского полка. Вступил в партию социалистов-революционеров, был членом её симферопольского комитета. По воспоминаниям Бориса Савинкова, был «очень высоким, белокурым солдатом с голубыми смеющимися глазами».
Сулятицкий принимал непосредственное участие в организации побега Савинкова из тюрьмы в 1906 году. 1 июля он в первый раз явился на гауптвахту, на которой содержался Савинков, вместе с караулом, будучи разводящим внутренних постов. После окончания утренней поверки Сулятицкий зашёл в камеру к Савинкову и передал ему записку от члена «Боевой организации» Льва Зильберберга. Сулятицкий пообещал ночью того же дня вывести Савинкова из тюрьмы, однако уже днём этот план был сорван, так как начальник караулов приказал сдать ему ключи от камер. Сулятицкий изготовил слепок и передал его Зильбербергу. Зильберберг изготовил ключ, однако тот не подошёл к замку, и побег пришлось отложить. 3 июля Сулятицкий вновь пришёл на гауптвахту, решив на сей раз усыпить при помощи конфет со снотворным все караулы, но и эта попытка не увенчалась успехом. Ещё одна попытка организовать побег провалилась, так как начальник караулов подпоручик Коротков отказался утвердить Сулятицкого разводящим. Всякий раз, чтобы попасть на гауптвахту, Сулятицкому приходилось поить водкой фельдфебеля и придумывать причины своего желания попасть в караул в том время как он, будучи вольноопределяющимся, мог бы попасть на более лёгкую работу.

## Террористическая деятельность
Сулятицкий уехал в Симферополь и явился к командиру полка полковнику Черепахину-Иващенко, рассказав ему о снятии его с поста Коротковым, пояснив, что оскорблён этим недоверием. Вернувшись в Севастополь и встретившись с Зильбербергом, Сулятицкий 15 июля явился на гауптвахту. Той же ночью Сулятицкий и Савинков бежали. Вскоре было размножено и распространено извещение следующего содержания:
В ночь на 16 июля, по постановлению боевой организации партии социалистов-революционеров и при содействии вольноопределяющегося 57 Литовского полка В.М.Сулятицкого, освобожден из под стражи содержавшийся на главной крепостной гауптвахте член партии социалистов-революционеров Борис Викторович Савинков.
Сулятицкий, Зильберберг и Савинков уехали в Европу. Там Савинков познакомил Сулятицкого с одним из лидеров партии эсеров Михаилом Гоцем. Сулятицкий вступил в «Боевую организацию». Первоначально, 2-3 недели, вместе с Савинковым он проживал в Париже. Впоследствии Савинков так описывал Сулятицкого:
Мечтой Сулятицкого, как когда-то Каляева, было убийство царя. Он предлагал для этого план, хотя и длительный, но зато, по его мнению, верный. Он говорил, что нужно кому-нибудь из революционеров поступить в любое военное училище в Петербурге. Ежегодно выпускные юнкера производятся в офицеры лично царем. Каждый юнкер может убить царя на этой церемонии. Сулятицкий предлагал именно себя в такие исполнители. Я рассказал впоследствии об этом плане Азефу, и он одобрил его, но, по причинам, мне неизвестным, никем и никогда не было сделано попытки привести этот план в исполнение. Я же думаю, что, быть может, Сулятицкий был прав: партия потратила впоследствии не менее времени и гораздо больше сил на цареубийство, но безрезультатно... В Сулятицком гармонично сочетались две черты — основные черты психологии каждого террориста. В нем, в одинаковой степени, жили два желания: желание победы и желание смерти во имя революции. Он не представлял себе своего участия в терроре иначе, как со смертным концом, более того, он хотел такого конца: он видел в нем, до известной степени, искупление неизбежному и все-таки греховному убийству. Но он с не меньшим напряжением желал и победы, желал умереть, совершив террористический акт, трудный по исполнению и значительный по результатам... Я убедился в Париже, что боевая организация приобретает в его лице исключительного, по своим внутренним качествам, члена.
После возобновления террора Сулятицкий тайно вернулся в Российскую империю, где в Санкт-Петербурге стал участником подготовки к покушению на премьер-министра Петра Столыпина. После провала этого покушения Сулятицкий входил в состав группы, готовившей убийство главного военного прокурора генерала Павлова. В декабре 1906 года Сулятицкий принимал участие в убийстве петербургского градоначальника Владимира фон дер Лауница на открытии новой клиники. В его задачи входило убийство Столыпина, однако тот на открытие не приехал.

## Казнь
9 февраля 1907 года Сулятицкий был арестован и отдан под суд вместе с Зильбербергом. По делу Сулятицкий проходил под именем Гронского. Петербургский военно-окружной суд приговорил его и Зильберберга к смертной казни через повешение. 16 июля 1907 года приговор был приведён в исполнение в Петропавловской крепости.